# Диего Лопес де Суньига (ум. 1479)
Диего Лопес де Суньига (исп. Diego López de Zúñiga; ок. 1415—1479) — кастильский дворянин из дома Суньига, 1-й граф Миранда дель Кастаньяр, сеньор Канделеда и Пуэбла-де-Сантьяго, главный алькальд Мурсии.

## Происхождение и брак
Второй сын Педро де Суньиги (ок. 1383—1453), 1-го графа Ледесма и 1-го графа Пласенсия, и Изабель Эльвиры де Гусман.
Его отец был главным судьей и главным констеблем Кастилии, 1-м графом Ледесмы, 1-м графом Пласенсия, 2-м сеньором Бехара, 1-м сеньором Миранды дель Кастаньяр, Канделеда, Пуэбла-де-Сантьяго и других городов. Его матерью была 3-я сеньора Хибралеон, дочь Альвара Переса де Гусмана, сеньора Хибралеона, и его жены Эльвиры де Айала. Диего был младшим братом Альваро де Суньиги-и-Гусмана, 2-го графа Пласенсии, позже 1-го герцога Пласенсия и 1-го герцога Бехара. Его отец Педро предоставил документ о задатке, присяге и ратификации того же 5 августа 1439 года в пользу Альдонсы де Авельянеда, 10-й сеньоры Авельянеда-и-Аза, для брака Диего с Альдонсой.
В 1447 году Диего женился на Альдонсе Очоа де Авельянеда, 10-й сеньоре Авельянеда, Аза, Фуэнте Альмехир, Пеньяранда-де-Дуэро, Искара, Канделеды и других городов, дочери Хуана де Авельянеды, 9-й сеньоры Авельянеда, старшего лейтенанта короля Кастилии и Леона Хуана II, и его жены Констанции де Арельяно-и-Сармьенто, дочери Карлоса де Арельяно, сеньора Камероса, и его жены Констанции Сармьенто де Вильялобос. У них было несколько сыновей и дочерей:
- Педро де Суньига-и-Авельянеда (1448—1492), преемник отца
- Изабель де Суньига-и-Авельянеда, замужем за Педро Гонсалесом де Мендоса-и-Луна, 1-м графом Монтеагудо де Мендоса.
- Констанца де Суньига-и-Авельянеда, замужем за Франсиско Сармьенто де Вильяфлор, 2-м графом Санта-Марта.

Диего был любовником Марии де Сандовал-и-Авельянеда, вдовы Диего Гомеса Манрике де Лара, 1-го графа Тревиньо, на которой он женился в 1470 году. Мария была дочерью Диего Гомеса де Сандоваля, 1-го графа Кастрохериса, и его жены Беатрис де Авельянеда-и-Сиснерос.

## На службе у короля Энрике IV Кастильского
Король Кастилии-и-Леона Энрике IV пожаловал ему королевским указом от 9 февраля 1457 года в Паленсии титул графа Миранда-дель-Кастаньяр на территориях его сеньорий. Графство Миранда-дель-Кастаньяр состояло из территорий, распределенных по четырём провинциям: Королевство Леон, Кастилья-ла-Вьеха, Кастилья-ла-Нуэва и Эстремадура.

## Вмешательство короляЭнрике IVв Наварру
После преемственности Хуана II, короля Наварры, на королевском троне Арагона, и имея в виду скрытые проблемы Наварры и Кастилии, короли Хуан II и Энрике IV предложили решить их посредством супружеских уз. Диего де Суньига был назначен послом при дворе короля Наварры и Арагона Хуана II. В течение нескольких месяцев, до конца 1460 года, он вел переговоры с Карлосом, принцем Вианским, о женитьбе на Изабелле, сводной сестре короля Кастилии и Леона Энрике IV. Его миссия была успешной, и принц Вианский согласился на свадьбу, несмотря на обещания, данные его отцу, королю Наварры и Арагона Хуану II. Маркиз де Вильена Хуан Пачеко, которому доверял король Кастилии Энрике IV, в двойной игре сообщил Хуане Энрикес, королеве Арагона, своей дочери, о договоренностях с принцем Вианским через Фадрике Энрикеса, адмирала Кастилии. Король Хуан II приказал заключить в тюрьму принца Вианского 2 декабря 1460 года. В гражданской войне в Наварре король Кастилии Энрике IV помогает Карлосу, принцу Вианскому. Король Наварры и Арагона Хуан II сдается своему сыну Карлосу, принцу Вианскому, и подписывает соглашение в Вильяфранке в июле 1461 году. Принц Вианский скончался 23 сентября 1461 года.

## Восстание знати и провозглашение Альфонсо XII
На собрании, созванном маркизом Вильены Хуаном Пачеко, которое состоялось в Бургосе 26-28 сентября 1464 года, где собралась высшая знать, среди них 2-й граф Пласенсия Альваро де Суньига-и-Гусман и его брат Диего, 1-й граф Миранда, а также глава собора и муниципалитета, был подготовлен манифест, который был разослан во все города королевства, в котором обвинялся королевский валидо Бельтран де ла Куэва в отказе исполнять волю короля, защитить неверных, изменить стоимость валюты, вмешаться в дела Наварры и Каталонии и нарушить правосудие. Кроме того, было заявлено, что Хуана «ла Бельтранеха» не была законной дочерью короля, и требовалось признание инфанта Альфонсо, сводного брата короля, наследником короны. Это было началом восстания дворянства.
Диего Лопес де Суньига участвовал в символическом свержении короля Энрике IV в Авиле дворянами, собравшимися 5 июня 1465 года за стенами, где они подняли деревянную платформу. В неё поместили куклу, одетую в траур, с короной и мантией, мечом и скипетром, изображающую личность короля Энрике IV. Каррильо, архиепископ Толедо, принял корону, Альваро де Суньига-и-Гусман, 2-й граф Пласенсиа, меч, Родриго Алонсо Пиментель, граф Бенавенте, скипетр, а Диего, 1-й граф Миранды, пнул куклу, сопровождая жест рукой и ненормативной лексикой. Там же позднее было произведено провозглашение Альфонсо XII королем Кастилии. Альваро и Диего де Суньига в сопровождении других дворян доставили своего нового короля в Вальядолид.
У мятежной знати была грозная сила, в том числе у семьи Суньига. В это время Альваро де Суньига, 2-й граф Пласенсия, владел полукругом, образованным Авилой и Касересом, а его младший брат Диего, 2-й граф Миранда дель Кастаньяр, владел городом Осма.
В конце ноября 1465 года братья Суньига собрали торжественные присяги на верность королю Кастилии Альфонсо XII от Хуана Понсе де Леона, графа Аркоса, Хуана Алонсо де Гусмана, герцога Медина-Сидония, и севильского муниципалитета. Диего, 1-й граф Миранда, назначен коррехидором Севильи, но городу удалось навязать свои условия, и он не смог занять свой пост. Диего скончался в Вальядолиде в 1479 году.